# Sibine subalbicans
Sibine subalbicans är en fjärilsart som beskrevs av Dyar 1935. Sibine subalbicans ingår i släktet Sibine och familjen snigelspinnare. Inga underarter finns listade i Catalogue of Life.